# David Logan
Pour les articles homonymes, voir Logan.
David Logan, né le 26 décembre 1982, à Chicago, dans l'Illinois, est un joueur américain naturalisé polonais de basket-ball. Il évolue au poste d'arrière.

## Biographie

### Carrière universitaire
Après avoir effectué son parcours scolaire au lycée à Indianapolis, David Logan rejoint les Greyhounds de l'université d'Indianapolis en Championnat NCAA II où il est élu meilleur joueur de la saison avec 28,6 points de moyenne par match. Il termine sa carrière universitaire en devenant le meilleur marqueur de tous les temps de l'Université avec 2352 points marqués. Il s'inscrit pour la draft 2005 de la NBA mais n'est pas sélectionné.

### Carrière professionnelle
David Logan décide alors de quitter les États-Unis pour jouer en Europe. Il signe pour la saison 2005-2006 en deuxième division italienne avec le club de Pallacanestro Pavie mais grâce à ses bonnes performances, il est transféré dès décembre 2005 au club de Ramat-Hasharon en Israël où il inscrit en moyenne 15,4 points par match. 
Après cela, il décide de retourner aux États-Unis pour jouer en NBA D-League avec les Flyers de Fort Worth mais finit la saison 2006-2007 en Pologne au SKS Starogard Gdański. 
Pour la saison 2007-2008, Logan s'engage avec le club de Turów Zgorzelec et découvre la Coupe ULEB où il marque 18,6 points par match en moyenne et permet au club de jouer le Final Eight.
Ses belles performances en Pologne lui permettent par la suite de rejoindre la grosse écurie polonaise : Asseco Prokom Gdynia. Dans ce nouveau club Logan découvre l'Euroligue et gagne deux titres de champion de Pologne.
Le 2 juillet 2010, Logan signe pour le Saski Baskonia Vitoria mais ne dispute qu'une seule saison en Espagne.
Pour la saison 2011-2012, il s'engage avec le grand club grec du Panathinaïkos et remporte la Coupe de Grèce.

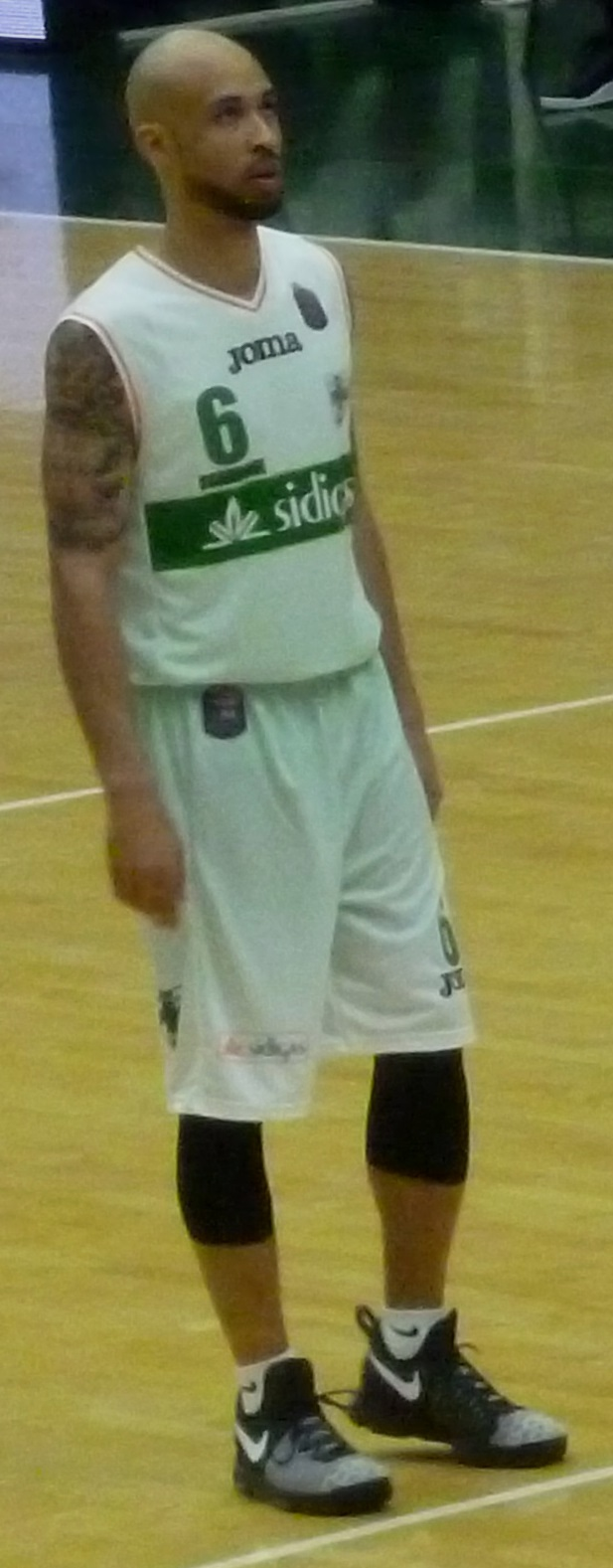
David Logan en 2017 avec Avellino

La saison suivante, en 2012-2013, il part en Israël en s'engageant pour le Maccabi Tel-Aviv et remporte la Coupe d'Israël. Il quitte le club à la fin de la saison et devient agent libre.
En 2013, il rejoint le club de l'ALBA Berlin avec qui il dispute l'EuroCoupe. Il termine la saison avec encore d'excellentes statistiques puisqu'il inscrit 24,9 points par match en moyenne. 
La saison 2014-2015 est marquée par le retour de Logan en Euroleague puisqu'il signe pour le club italien du Dinamo Basket Sassari. Il remporte la Supercoupe d'Italie et le Championnat d'Italie avec une moyenne de 16,8 points par match et le club renouvelle son contrat pour une saison supplémentaire.
Lors de la saison 2016-2017, il rejoint le club de Lietuvos rytas en Lituanie où il inscrit 15,2 points de moyenne par match avant de revenir en Italie en cours de saison à SS Felice Scandone Avellino où il inscrit encore 20 points par match.
Le 22 juillet 2017, il s'engage avec le club de la SIG Strasbourg et découvre la Pro A. Grâce à ses très bonnes performances durant l'automne, Logan est sélectionné pour le All-Star Game LNB 2017. Le 29 décembre 2017, il participe au concours à trois points et s'incline en finale contre Heiko Schaffartzik.
Le 9 octobre 2018, il part en Corée du Sud où il signe chez le KT Sonicboom.
Après avoir évolué au sein de 15 clubs différents depuis 2005, David Logan a officiellement déclaré prendre sa retraite le 1er février 2024, à l'âge de 41 ans,,.

## Palmarès
Asseco Prokom
- Championnat de Pologne (2) : 2008-09 et 2009-10

 Panathinaïkos
- Coupe de Grèce (1) :  2012

 Maccabi Tel-Aviv
- Coupe d'Israël (1) : 2013

 Dinamo Basket Sassari
- Supercoupe d'Italie (1) : 2014
- Championnat d'Italie (1) : 2014-2015

 Strasbourg
- Coupe de France (1) : 2017-2018
- MVP de la finale de la Coupe de France : 2018